# Joseph Tommasi
Joseph Charles Tommasi (n. 15 aprilie 1951, Virginia, SUA – d. 15 august 1975, El Monte, California, SUA) a fost un neonazist american cunoscut pentru tendințele radicale și tacticile de gherilă îndreptate împotriva guvernului Statelor Unite caracterizat drept o „structură a puterii evreiești”. Lider al organizației Frontul Național Socialist de Eliberare⁠(d) (NSLF), Tommasi susținea că prin anarhie și haos⁠(d) putem lăsa „sistemul” fără protecție.
Tommasi era în mod ironic poreclit „Tomato Joe” de către alți neonaziști din cauza originii sale italiene și tenului închis la culoare.

## Politică
Influențat de William Luther Pierce, Tommasi ajunge lider în cadrul organizației National Socialist White People's Party (NSWPP), mai târziu redenumită Partidul Nazist American, în comitatul Arlington, Virginia. În 1969, Tommasi a înființat Frontul Național Socialist de Eliberare, aripa de tineret a partidului. În 1970, David Duke se alătură organizației. În februarie 1972, Irv Rubin⁠(d), un militant evreu al Jewish Defense League⁠(d), a fost arestat după ce a încercat să-l împuște pe Tommasi.
După moartea lui George Lincoln Rockwell, NSWPP s-a fracționat, iar Tommasi a intrat în conflict cu succesorul lui Rockwell, Matthias Koehl. Acesta din urmă nu era de acord cu convingerile radicale susținute de Tommasi și cu obiceiurile sale - faptul că avea părul lung, consuma de marijuana, asculta rock and roll și își invita prietena la sediul central al NSWPP unde întrețiuneau relații sexuale. Din cauza acestora, Tommasi a fost dat afară din partid în 1973.
În martie 1974, acesta a lansat NSLF ca organizație de sine stătătoare, iar grupul a devenit foarte atractiv pentru membrii mai tineri și mai radicali ai NSWPP. Tommasi a încercat să atragă studenți alienați atât de stânga radicală, cât și de dreapta conservatoare. Totuși, Tommasi a continuat să încerce să preia controlul National Socialist White People's Party.

## Moartea
Pe 15 august, 1975, Tommasi a fost ucis în fața sediului central al NSWPP cu un sigur glonț în El Monte, California. Arma utilizată a fost descoperită în sediul organizației.
Jerry Keith Jones, în vârstă de 18 ani, a fost suspectul principal. Tommasi a fost înmormântat în Parcul Memorial Rose Hills⁠(d).

## Moșternire
Influențat de viața și personalitatea lui Tommasi, neonazistul James Mason a relansat buletinul informativ Siege la începutul anilor 1980.

## Publicații
- Building the revolutionary party Chillicothe, Ohio : Frontul Național Socialist de Eliberare
- POLITICAL TERROR (1974 broșură)